# El príncipe destronado
El príncipe destronado es una novela realista, que presta especial atención a la psicología de los personajes, publicada por el autor español Miguel Delibes en 1973. Fue traducida al inglés en 1986.

## Argumento
Es una novela de ambientación urbana que se publicó en 1973. 
La novela explica un pequeño fragmento de la vida de Quico, un niño que pronto cumplirá cuatro años y vive en una familia acomodada. La historia se sitúa pocos meses después de que nazca Cristina, la hermana menor de Quico. Esto produce en él lo que se conoce en psicología infantil como el síndrome del príncipe destronado que da título a la obra.  Al ser relegado a un segundo plano en mimos y cuidados, comienza a sentir celos que le empujan a cometer todo tipo de travesuras, mediante las cuales el lector alcanza a conocer su visión del mundo y sus miedos.
Más allá de la psicología infantil, tan certeramente recreada, la novela discurre por los entresijos de las relaciones familiares (padres-hijos, hermanos-hermanos, marido-mujer) y de las relaciones entre la burguesía y el servicio representado por las criadas, en una época todavía muy marcada por el enfrentamiento fratricida de la guerra civil. 

## Estructura

### Estructura externa
La novela está organizada de forma inhabitual: no se divide en capítulos, sino en horas. Concretamente, son las doce horas que transcurren desde las diez de la mañana hasta las diez de la noche.

### Estructura interna
La novela no presenta bloques de contenido claramente diferenciados: todo es el transcurrir de las horas en el seno de la casa de una familia burguesa. No obstante, sí que se aprecia un episodio que cobra una mayor relevancia en la narración. Se trata de la anécdota de la punta, que pone de manifiesto, como veremos, los temas fundamentales de la novela.

## Narrador
En la novela se alternan dos puntos de vista. Por una parte, parece predominar el de un observador externo que se limita a explicar lo que se puede apreciar a simple vista. Pero en ocasiones interviene la voz de un narrador omnisciente que presenta aspectos que corresponden al interior de los personajes y que no se pueden apreciar a simple vista. Además, es frecuente que el narrador adopte la perspectiva y la mirada infantil del protagonista, como en las referencias al abrigo de pieles y a la bata de flores.

## Temas

### El síndrome del príncipe destronado
El sentimiento de Quico de haber sido desplazado por su hermana provoca no solo que pretenda llamar la atención mediante diversas travesuras o mediante expresiones que él considera malsonantes –“mierda, cagao, culo”-, sino que da lugar a una de las secuencias argumentales más importantes de la novela: el hecho de sostener la mentira de haberse tragado una punta con el fin de mantener la atención que ese suceso ha provocado.
El desplazamiento de Quico con motivo del nacimiento de su hermana Cris no se da de la misma manera por parte de todos los personajes: es muy evidente en el caso de la Domi, que tiene una clara predilección por la hermana pequeña, pero no se manifiesta en la actitud de la Vito, quien siente un sincero cariño por Quico. La madre muestra una cierta impaciencia con el niño porque está sobrecargada de trabajo y responsabilidades, y para su hermano Juan, que no ha ido al colegio, es un niño pesado que lo interrumpe en sus distracciones y a quien utiliza cuando a él le interesa para jugar.
En el seno de la casa familiar nadie repara en el síndrome de príncipe destronado que padece Quico; son los de fuera –la tía Cuqui y el doctor- quienes advierten a la madre sobre el problema.

### La imaginación y los miedos infantiles
Quico es un niño con una imaginación muy viva,lo cual provoca que distorsione la realidad y la adapte a sus fantasías. Así, el tubo de pasta dentífrica es un camión, un cañón o un avión, según la oportunidad del momento; las alas de la lámpara de su habitación son las del Ángel de la Guarda; la luz que se filtra por la ventana es el arco iris, etc. A veces estas distorsiones son fomentadas, de manera intencionada o no, por su hermano Juan y por la Vito, y en ocasiones le hacen percibir el mundo como un entorno amenazante. Es lo que ocurre con la caldera de la cocina, que en palabras de Juan pasa a ser el infierno por el que transita el demonio, o con la lámpara de la habitación, que a veces pasa de Ángel de la Guarda a demonio.
Pero el terror más arraigado en la conciencia de Quico es el de orinarse encima, dado que la Vito le dice que irá al infierno si se “repasa”, y la Domi lo amenaza con cortarle el “pito”. Por otra parte, el miedo a orinarse está en el origen de la mentira que Quico sostiene al asegurar que se ha tragado la punta. En principio, el niño no tiene intención de hacer creer que se la ha tragado, pero cuando su madre se lo pregunta ansiosa coincidiendo con que a Quico le vienen unas ganas imperiosas de orinar, el niño está más pendiente de aguantarse las ganas que de responder la verdad. Pero cuando ve que la mentira da como resultado el tener captada la atención de todos, la mantiene. De esta manera, los dos temas –el síndrome del príncipe destronado y el miedo- se enlazan en un mismo episodio.

### El machismo
Este tema se aprecia sobre todo en el personaje del padre, quien trata a la madre como a un ser cuyas opiniones no merecen ser tenidas en cuenta.  Además, la discusión en que ambos expresan sus opiniones gira en torno al tema de la política, que en aquellos años era un tema exclusivo de los hombres. El padre llega incluso a negarles a las mujeres la capacidad de pensar, y afirma que su lugar natural es la cocina.
"El día que te cases, Quico, lo único que has de mirar es que tu mujer no tenga la pretensión de que piensa." (pág. 155)

### La autoridad paterna y el conflicto generacional
Se trata de un tema secundario. Lo vemos en el hecho de que el padre pretende que su hijo Pablo vaya a un acto en que serán condecorados los hijos de los afectos al régimen. El hijo muestra cierta reticencia a acudir; incluso es incitado por la madre a que no vaya si no le apetece, ya que ella piensa que su hijo tiene derecho a tener sus propias ideas. En este sentido, el padre considera que en su casa las únicas ideas deben ser las suyas. Finalmente, Pablo decide acudir para evitar la confrontación con su padre. 
Aunque el tema no se desarrolla, vemos aquí el germen de una generación, representada por Pablo, que se posiciona en contra de las guerras, y que en esa misma década -años 60- daría lugar al nacimiento del movimiento “hippie”, de carácter pacifista. Por tanto, se intuye que en un futuro padre e hijo pueden tener una confrontación ideológica, un conflicto generacional.

## El tiempo

### Tiempo interno
Duración de la historia narrada- es muy breve: abarca las horas de un día desde que Quico se levanta a las diez de la mañana hasta que se va a dormir a las diez de la noche. Por tanto, la narración no da lugar a que haya elipsis temporales significativas.

### Tiempo externo
Época histórica en que se sitúa la narración- la novela ofrece con precisión el momento histórico exacto: martes 3 de diciembre de 1963. Pero más allá de esta precisión, encontramos en la novela datos y detalles que permitirían datar la historia de una manera aproximada:
- Sucede después de la Guerra Civil y antes de 1973 (fecha de publicación de la novela).
- Aún existía el servicio militar obligatorio y España aún conservaba sus colonias en África. Esto lo vemos en relación con el novio de la Vito, que se marcha a África a hacer la “mili”.
- Ya hay electrodomésticos en las casas de cierto nivel económico, lo cual apunta a finales de los 50 o la década de los 60, cuando se generalizaron los avances propiciados por el desarrollismo económico.
- Sobre todo, ya hay televisión en los hogares más holgados económicamente, dato que también remite a la década de 1960.

## El espacio
La novela transcurre en un espacio urbano, como ya hemos dicho. Además, predominan los espacios cerrados, ya que casi todas las acciones tienen lugar en la casa familiar de Quico. Solo en dos ocasiones aparecen espacios externos a la casa: cuando Quico va con la Vito a la tienda y cuando la madre va con el niño a la consulta del médico.

## Personajes

### Personajes principales
- Quico, el protagonista, es el quinto de los seis hermanos. Es un niño inocente que va a cumplir 4 años.
- Juan, el hermano mayor de Quico. Como rasgo destacable suele leer tebeos de la época como "El Capitán Trueno" o álbumes de cromos como "La conquista del Oeste" y le encantan las armas.
- La madre de Quico, pasa gran parte de la historia regañándole, pero también mostrando su cariño hacia él a medida que avanza el desarrollo.
- El padre de Quico, que aparece en una única ocasión; discutiendo con su esposa.
- Domi, una anciana que se encarga de vigilar a los tres hijos más pequeños de la madre de Quico (Juan, Cristina y Quico)
- Vítora (Vito), la criada de la familia de Quico. Suele estar hablando con la madre de Quico y el protagonista le tiene mucho cariño.
- Cristina, la hermana menor de Quico. Ella es la causa de que Quico intente llamar la atención, ya que es la nueva hija de la casa y eso supone atender menos a Quico .

### Personajes secundarios
- La Seve: es una niñera que se va a visitar a su madre, ya que se encuentra de vacaciones y no aparece en la novela.
- Emilio: es el médico de cabecera de la familia.  En la historia se deja entrever que mantiene cierta relación sentimental con la madre de Quico.

- Pablo, Merche y Marcos: Los tres hermanos más mayores de Quico. Destacan en pocos momentos, siendo Pablo, el mayor, el que tiene más peso en la novela.
- La Loren, Otra criada. Pertenece a la casa de enfrente.
- Tía Cuqui, la tía de los niños. Es la hermana del Papá. Muy cariñosa con Quico, tiene buena relación con la Mamá. Le advierte del problema de que Quico se sienta como un “príncipe destronado”.
- Femio: es el novio de Vito que se va a África a la mili, ya que ha sido uno de los quintos escogidos para ir a África.

## Adaptación
Esta obra fue adaptada al cine en el año 1977, por el director Antonio Mercero, con el título de La guerra de papá.